# 圣母赎虏圣殿 (科尔多瓦)
圣母赎虏圣殿（Basílica de Nuestra Señora de la Merced）是一座罗马天主教次级宗座圣殿，位于阿根廷科尔多瓦。为圣母赎虏会的修道院教堂，供奉圣母玛利亚，隶属于天主教科尔多瓦总教区。

## 历史
这座教堂可以追溯到1601年成立的圣老楞佐修道院。目前的教堂也是作为修道院教堂建造的，主立面于1869年竣工，由意大利建筑师贝托利和卡内帕完成。1926年由教宗庇护十一世升格为宗座圣殿。

## 建筑
这座折衷主义建筑汇集了各种历史风格，如意大利古典主义。